# 普萊森特希爾鎮區 (明尼蘇達州威諾納縣)
普萊森特希爾鎮區（英語：Pleasant Hill Township）是位於美國明尼蘇達州威諾納縣的一個行政鎮區。

## 地方資料
普萊森特希爾鎮區的面積為92.50平方千米，皆為陸地。根據2020年美國人口普查的數據，當地共有人口533人，而人口密度為每平方千米5.76人。